# ナミスジシマドジョウ
ナミスジシマドジョウ（Cobitis striata）は、日本固有のシマドジョウの一種。以前はスジシマドジョウ中型種と呼ばれていたもの。タイプ産地は香川県高松市。

## 分布
本州の瀬戸内海流入河川（和歌山県の北部・奈良県北西部・京都府南部・大阪府・兵庫県南部・岡山県南部・広島県・山口県南東部）と日本海流入河川の一部（島根県中部）、四国の瀬戸内海流入河川（重信川水系以東の愛媛県・桑野川水系以北の徳島県・香川県）、九州（福岡県、大分県の 中津平野）。

## 形態
全長6-9cm。第2口髭の長さは眼径と同程度。骨質盤は円形。尾鰭の模様は2-4列の明瞭な弓状の横帯をもつ。胸鰭第1分枝軟条の上片は細い。体側に3-5列の横帯があり、点列になることもある。胸鰭腹鰭間筋節数は13-14。卵黄径は1.0mm。

## 生態
河川中・下流や付随する農業用水路に生息し、流れが緩やかな砂泥底の場所を好む。繁殖期は5-7月頃で、水温が高い河川敷の湿地や小溝に移動して夜間に産卵する。2年以上生きる。デトリタスや底生小動物を食す。

## 地方名
- 岡山県　ヤナギドジョウ、スナドジョウ（混称）
- 山口県　スナムグリ（混称）
- 四国各地　ササドジョウ（混称）、カワドジョウ（混称）[2]

## 下位分類
本種は3亜種に分類される。

### チュウガタスジシマドジョウ
Cobitis striata striata Ikeda, 1936
分布：本州の瀬戸内海流入河川（和歌山県の北部・奈良県北西部・京都府南部・大阪府・兵庫県南部・岡山県南部・広島県・山口県南東部）と日本海流入河川の一部（島根県中部）、四国の瀬戸内海流入河川（重信川水系以東の愛媛県・桑野川水系以北の徳島県・香川県）、九州（瀬戸内海に流入する長狭川水系から城井川水系の福岡県、中津平野の大分県）。
ナミスジシマドジョウの基亜種である。タテジマドジョウとも呼ばれる。口髭は短く、全長はやや長い。絶滅危惧Ⅱ類に指定されている。
絶滅危惧II類 (VU)（環境省レッドリスト）
（レッドリスト）

### オンガスジシマドジョウ
Cobitis striata fuchigamii  Nakajima, 2012
分布：福岡県の遠賀川水系。
口髭は長く、尾鰭の黒点は上が明瞭。背鰭分枝軟条が6本である。絶滅危惧ⅠA類に指定されている。
絶滅危惧IA類 (CR)（環境省レッドリスト）
（レッドリスト）

### ハカタスジシマドジョウ
Cobitis striata hakataensis Nakajima, 2012
分布：博多湾に流入する3河川。
口髭は短く、尾鰭の黒点は上が明瞭。絶滅危惧ⅠA類、 希少野生動植物種（「種の保存法」指定野生動物）に指定されている。
絶滅危惧IA類 (CR)（環境省レッドリスト）
（レッドリスト）